# وحش‌گشت

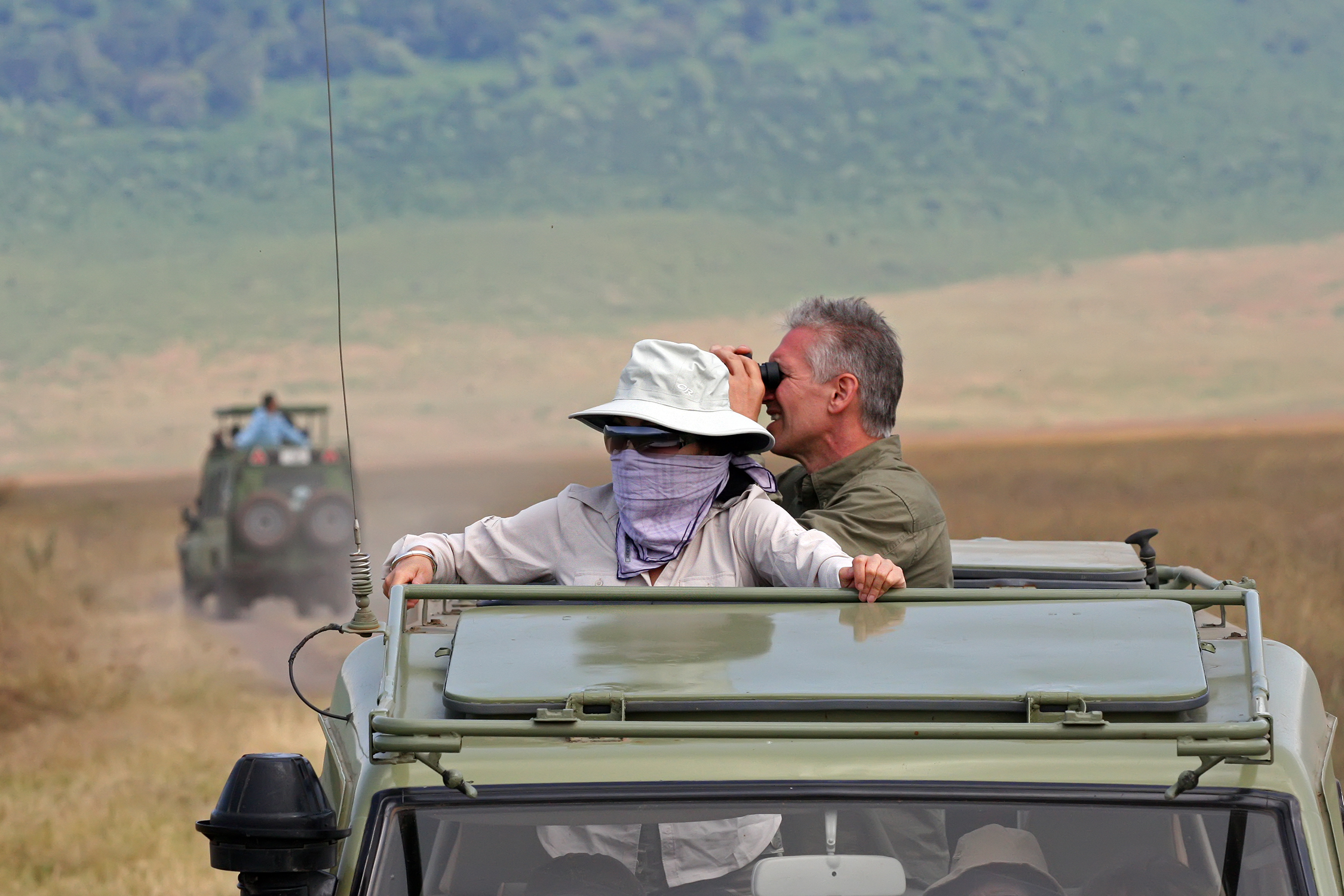
وحش‌گشت در تانزانیا

وحش‌گشت یا سافاری (از زبان سواحلی: safari) یک نوع سفر گردشگری است که با هدف دیدن و تهیهٔ فیلم و عکس از جانوران بزرگ‌جثه در حیات وحش انجام می‌شود، به‌ویژه در آفريقا.
به طور سنتی و تاریخی، معمولاً از وحش گشت به عنوان تورهای بیابان‌گردی و دشت‌گردی در آفریقا یاد می‌شود و بنیان‌گذاران غربی این تورها برای نامیدن این تورها از کلمهٔ safari استفاده کرده‌اند که از کلمه safari در زبان سواحلی گرفته‌شده و از ریشه «سَفَر‎» در زبان عربی است، در زبان سواحلی و بیشتر زبان‌های اروپا /سافاری/ تلفظ می‌شود ولی تلفظ انگلیسی آن /سِ فار ئی/ است.
در وحش‌گشت، شرکت‌کنندگان در تور توسط انواع خودروها یا چهارپایان با طی مسیری مشخص از مکان‌های دیدنی و جذاب بازدید می‌کنند. انواع وسیله نقلیه مورد استفاده در این تورها هم شامل خودروهای دو دیفرانسیل و حتی شتر است.